# Comuna Sălsig, Maramureș
Sălsig (în maghiară: Szélszeg) este o comună în județul Maramureș, Transilvania, România, formată numai din satul de reședință cu același nume.

## Demografie
Componența etnică a comunei Sălsig
     Români (85,75%)
     Romi (6,79%)
     Alte etnii (0,42%)
     Necunoscută (7,04%)
Componența confesională a comunei Sălsig
     Ortodocși (60,31%)
     Penticostali (27,06%)
     Martori ai lui Iehova (2,04%)
     Greco-catolici (1,74%)
     Alte religii (1,56%)
     Necunoscută (7,28%)
Conform recensământului efectuat în 2021, populația comunei Sălsig se ridică la 1.663 de locuitori, în creștere față de recensământul anterior din 2011, când fuseseră înregistrați 1.641 de locuitori. Majoritatea locuitorilor sunt români (85,75%), cu o minoritate de romi (6,79%), iar pentru 7,04% nu se cunoaște apartenența etnică. Din punct de vedere confesional, majoritatea locuitorilor sunt ortodocși (60,31%), cu minorități de penticostali (27,06%), martori ai lui Iehova (2,04%) și greco-catolici (1,74%), iar pentru 7,28% nu se cunoaște apartenența confesională.

## Politică și administrație
Comuna Sălsig este administrată de un primar și un consiliu local compus din 11 consilieri. Primarul, Daniel Pop[*], de la Partidul Social Democrat, este în funcție din octombrie 2020. Începând cu alegerile locale din 2024, consiliul local are următoarea componență pe partide politice:
|  | Partid                    | Consilieri | Componența Consiliului | Componența Consiliului | Componența Consiliului | Componența Consiliului | Componența Consiliului | Componența Consiliului | Componența Consiliului |
|  | ------------------------- | ---------- | ---------------------- | ---------------------- | ---------------------- | ---------------------- | ---------------------- | ---------------------- | ---------------------- |
|  | Partidul Social Democrat  | 7          |                        |                        |                        |                        |                        |                        |                        |
|  | Partidul Național Liberal | 4          |                        |                        |                        |                        |                        |                        |                        |